# Стабільність хімічної частинки
Стабільність хімічної частинки (рос. стабильность химической частицы, англ. stability (of chemical species)) — виражає термодинамічну властивість хімічної частинки, що кількісно вимірюється відносною молярною стандартною енергією Гіббса. Хімічна частинка А стабільніша за ізомер В (для реакції А → В), якщо ΔG0 > 0. Якщо для двох реакцій
P → X + Y (ΔG10)
Q → X + Z (ΔG20)
ΔG10 > ΔG20,
то реактант P є стабільнішим відносно продукту Y, ніж реактант Q відносно продукту Z. У всіх випадках при використанні терміна необхідно співвідноситися з певним стандартним реактантом. Не можна використовувати термін у випадку, коли йдеться про реактивність частинок, оскільки, залежно від хімічної структури реагентів, вони можуть не збігатися.